# Francisco Antônio Fasani
São Francisco Antônio Fasani foi um  frade franciscano italiano nascido na cidade de Lucera, conhecido pela sua pregação e sua grande eloquência no campo da Teologia, recebeu o nome pelo povo de “Pai e Mestre”. Foi beatificado em 1951 por Pio XII e canonizado em 1986 pelo Papa João Paulo II.

## Vida

### Os primeiros anos (1681-1696)
Seu nome de batismo era José Fasani e juntamente com a sua irmã Isabella Della Monica, nasceram em Lucera no dia 6 de agosto de 1681, filhos de trabalhadores humildes e modestos em uma pequena casa na via Torretta. Foi batizado no dia 10 de agosto na catedral da cidade pelo padre Vito Antonio Di Dionisio. Sua família era pobre, mas devotada à oração, onde o rosário era recitado ajoelhado diante da imagem da Imaculada Conceição.
Quando ainda era pequeno, seu pai morreu e sua mãe Isabella teve um terceiro casamento com Francesco Farinacci. Os esposos deram-lhe um irmão e uma irmã e, de comum acordo, queriam manter o filho estudando, permitindo-lhe frequentar o convento de São Francisco de Assis para as aulas do Padre Milani, na esperança de resolver os problemas econômicos da família. José Fasani estudou com grande empenho, mas, sabendo que teria frustrado as expectativas de sua família, não escondeu sua predileção pela vida conventual .

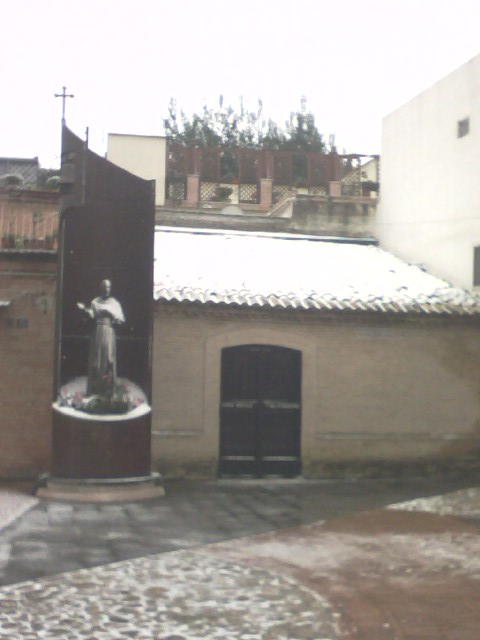
Casa Natal de São Francisco Antônio Fasani

De fato, ainda adolescente, no dia 23 de agosto de 1695 ingressou no Noviciado da Ordem dos Frades Menores Conventuais no Monte Sant'Angelo e recebeu o nome de Francisco Antônio, como ato devocional aos dois grandes santos da ordem: São Francisco de Assis e Santo Antônio de Pádua e em 23 de agosto de 1696 fez sua profissão solene com os votos de pobreza, castidade e obediência. 

### Estudos e o sacerdócio (1696-1707)
O Irmão Francisco Antônio, depois dos estudos em Venafro, passou para Alvito para a filosofia e depois para Agnone para a teologia e finalmente para Nápoles, onde foi ordenado diácono. Foi nestas viagens que, em Isernia, que conheceu pela primeira vez o noviço Antônio Lucci, desenvolveu-se entre os dois uma profunda relação de amizade sincera, que os levou a continuar juntos o caminho rumo ao sacerdócio.
Recomendado por seu amigo de estudos, Antonio Lucci, Francisco Antônio pediu a seu Ministro Geral que fosse enviado a Assis para se formar junto com Lucci. O pedido foi aceito e os dois partiram para uma longa jornada, que os confrontou com a real situação política do Reino de Nápoles. Antônio Lucci que sempre foi mais aberto e esperançoso, começou a contrastar com o mais tímido e preocupado Fasani. Foi durante essas pequenas disputas que Fasani respondeu a Lucci: "Diga o que quiser, serei um santo antes de você.".
Os dois amigos chegaram a Assis em 1704 e após um ano de formação, sob a orientação do diretor espiritual, foram ordenados sacerdotes em 19 de setembro de 1705 . No dia seguinte, Francisco Antônio celebrou sua primeira missa no túmulo de São Francisco.
Depois de se mudar para Roma para estudar na Pontifícia Universidade de São Boaventura, ele retornou a Assis em 1707 e pregou sua primeira Quaresma no Palazzo, um vilarejo próximo à cidade franciscana. Relata uma testemunha: «Pregava com um fervor sensível, de tal forma que imprimia na alma dos seus ouvintes as verdades que anunciava ... Falava da Santa Mãe de Deus com tanto transporte de devoção, tal ternura e tal. uma expressão de carinho, que parecia ter tido uma conversa cara a cara com você ».
Em julho do mesmo ano foi destinado à comunidade de Lucera, para ensinar filosofia aos jovens do convento, enquanto Antônio Lucci, foi eleito ministro provincial da Ordem na província de Monte Santo Angelo (1718).

### O apóstolo do Capitanata (1707-1742)
Chegando a Lucera no final de 1707, frei Francesco Antônio foi imediatamente acolhido entre os Conventuais do convento de Lucera, onde logo manifestou seu ardor seráfico e zelo apostólico, com uma vida de penitência e pobreza, tanto que aparenta como um "São Francisco Redivivo ". Ele pediu uma lista dos mais pobres da cidade e exortou os confrades a fazerem o jejum, a penitência e a renúncia.
O superior do convento, atendendo aos carismas do jovem frade, apresentou-o ao bispo de Lucera, Domenico Morelli, para lhe pedir as faculdades necessárias ao apostolado do confessionário. O bispo, impressionado com a aparência jovem do frade (27 anos), mostrou-se relutante e negou permissão. Os dois frades foram embora, mas logo o bispo foi acometido por uma doença repentina, que o fez temer até a morte; ele chamou apressadamente os dois religiosos e, reconhecendo o descuido, concedeu ao Padre Mestre a faculdade de confessar. A doença desapareceu repentinamente .
Em 27 de junho de 1709, o Irmão Francesco Antonio fez o exame de Teologia Sagrada e foi proclamado "doutor e mestre", e desde então tem sido chamado pelos irmãos e pelo povo, e por isso ainda hoje é chamado, familiarmente "Pai e Mestre" .  A partir de 1709 , durante três anos, retirou-se para um período de solidão perto de Alberona , onde foi superior na eremitério de San Rocco. Neste local, ele também providenciou a escola para os filhos do povo.  Foi forçado a abandonar o eremitério 1712 , quando foi nomeado guardião e mestre dos noviços, e posteriormente superior do convento de Lucera , onde instalou uma cantina para os pobres, pedindo frequentemente ofertas às famílias nobres da época: Zunica, de Nicastri, Ramamondi e Lombardi.

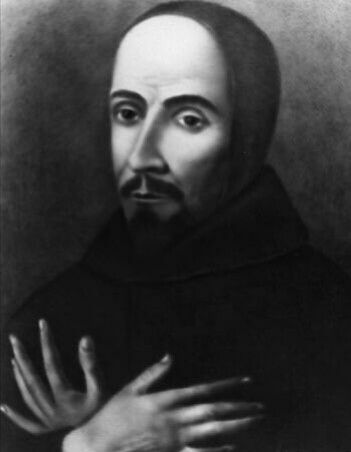
pintura de São Francisco Antônio Fasani

No entanto, ele continuou seu apostolado em toda a região italiana e em muitas outras cidades, ganhando o título de "apóstolo de Capitanata" (uma região do sul da Itália). Seus sermões eram frequentemente centrados na caridade para com os pobres. Um dia, voltando para Lucera , um mendigo seminu pediu-lhe algumas roupas para se cobrir. FreiFrancisco Antônio tirou as roupas principais e voltou ao convento coberto apenas com o hábito .
Após a conversão, em fevereiro de 1713 , da jovem (mais tarde freira) Diodata Pagano, os rumores do povo fizeram com que o Padre Maestro se afastasse de Lucera, que em 1716 foi transferido para o convento de Tróia. Seu amigo Antônio Lucci, então regente do Ateliê Geral de San Lorenzo Maggiore de Nápoles, soube da história, quis conhecer a verdade sobre seu afastamento, falou com o Ministro Geral, e Frei Francisco Antônio em 1717 foi enviado de volta a Lucera. 
O seu apostolado em Lucera foi dividido entre os pobres da cidade (entre as várias iniciativas, promoveu o belo costume de recolher e distribuir pacotes de presentes aos pobres por ocasião do Santo Natal e também compilou um registo dos pobres de dar e de ter, como se fosse uma espécie de "banqueiro dos pobres", assistência aos reclusos e condenados à morte que acompanhou pessoalmente ao local da execução para confortar os momentos extremos e ajudar ao Mosteiro de Santa Caterina di Lucera, como confessor das freiras de clausura celestinas.

### Milagre da Chuva
Entre os acontecimentos inexplicáveis da vida de Frei Francisco Antônio Fasani , se destaca o que ficou conhecido como o “Milagre da chuva”. A cidade de Lucera passava por um período de grande seca e os nobres fazendeiros da cidade estavam em crise. O Pai Mestre costumava entrar nas casas para pedir esmola aos pobres, a que o duque Orazio Zunica e sua esposa lhe fizeram uma proposta: se ele tivesse prometido chuva, teriam feito a oferta. O Frei Antônio prometeu, deu esmolas e correu para a igreja de São Francisco; rezou a noite toda e no dia seguinte e, como muitas vezes acontecia, era visto absorto na contemplação diante do Tabernáculo e depois no altar da Imaculada Conceição, e se levantando do chão e se elevando até o alto da capela.
Durante a noite começou a chover, uma chuva abundante que durou dias, O duque Zunica, muito emocionado, teria dito à sua família: "Verdadeiramente o Pai Mestre é um santo".  Outra vez, aconteceu no convento de Santa Catarina, as freiras mandaram embora os pobres, porque não havia mais água no poço. O Pai Mestre interveio e pediu a uma freira para tirar água do poço. Para sua surpresa, a freira encontrou o poço novamente cheio de água. Um episódio semelhante também aconteceu no convento de São Francisco, onde a cisterna vazia foi novamente cheia até a borda. Devido a este fato, hoje o santo é invocado pedindo chuvas em tempos de seca, sendo conhecido como o “Santo das Chuvas”.

### O terremoto de 1731 e a morte gloriosa (1720-1742)
Em 1º de junho de 1720 , com um mandato especial do Papa Clemente XI , Fr. Francisco Antônio foi nomeado Ministro provincial da província conventual de Monte Sant'Angelo, que na época se estendia da região da Capitanata até Molise , sucedendo seu amigo Antônio Lucci, que foi enviado a Nápoles como regente geral e em 1729 a Bovino como bispo.
Após o violento terremoto, no dia 20 de março de 1731 , o templo de São Francisco, do século XIV, sofreu vários danos. O mais impressionante foi o colapso do primeiro altar na parede direita. Padre Francisco Antônio não desanimou e conseguiu arrecadar o dinheiro necessário para a restauração decente de toda a igreja, centro de quase trinta e cinco anos contínuos de sua incansável atividade sacerdotal, que foi re-dedicada em 19 de abril de 1739 por seu amigo Dom Antônio Lucci.

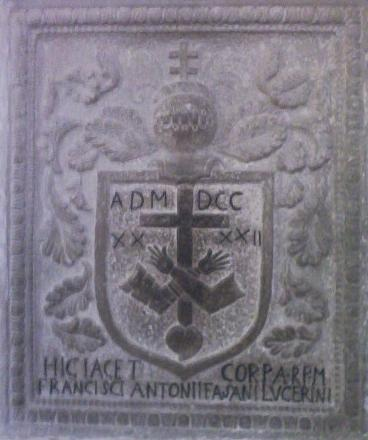
Antiga Tumba de São Francisco Antônio Fasani

Em 1734, o “Pai Mestre” impediu um patrício de abusar um jovem órfão. O patrício, para se vingar, alimentou rumores sobre ele, tanto que o frade foi convocado a Roma pelo Papa Clemente XII. Fasani ouviu as censuras sem dizer palavra e, ao sair, beijou o pé e pôs as mãos nos joelhos do Papa, que durante anos sofria de dolorosas crises de gota. Clemente XII imediatamente sentiu que todas as dores cessavam e, percebendo que Frei Francisco não tinha culpa, o abençoou e o mandou de volta para sua Lucera.
No dia 22 de novembro, foi chamado para socorrer um moribundo, enfrentando para isto o frio e o vento, ao voltar ao convento percebeu altos números de febre. No dia seguinte, depois de confessar por algumas horas, cambaleou e desmaiou. A morte estava próxima. O médico que o examinou na cela deu-lhe a triste notícia, mas ele, surpreendendo a todos os presentes, sorriu de alegria e agradeceu ao médico a boa notícia que acabara de lhe dar.
Na manhã de 29 de novembro de 1742, primeiro dia da novena da Imaculada Conceição e festa de todos os santos da ordem franciscana, enquanto os irmãos estavam "em coro recitando a hora do terceiro dia", Frei Francisco estava em sua humilde cela, com a imagem da Virgem e o crucifixo nas mãos, o frei morreu aos 61 anos, "por volta das dez e sete" (correspondendo a cerca das 10 da manhã). 
A cidade inteira inundou a igreja de São Francisco, gritando: "O santo está morto! O santo está morto!" Durante três dias seu corpo ficou exposto na igreja e muitos fiéis aproveitaram para rasgar pedaços de pano e até o crucifixo do caixão. Graças a estas relíquias, desde o dia da sua morte e nos anos seguintes, foram inúmeras as graças e curas que os fiéis afirmavam ter recebido. Centenas de pessoas compareceram ao seu funeral. Foi sepultado na sua igreja e, dada a sua fama de santidade, quatro anos após a sua passagem, foi aberto o processo de beatificação.

### Processo de Beatificação (1951)
As práticas jurídicas preliminares do processo canônico de beatificação começaram em 1746, a pedido de muitos fiéis, que afirmavam ter recebido graças e milagres por intercessão do Pai Mestre, muitos deles quando o frade ainda estava vivo.
Dezenas de testemunhas foram ouvidas, em primeiro lugar o bispo de Bovino, Mons. Antônio Lucci, seu amigo de estudos, mas o "processo diocesano" foi suspenso várias vezes, para depois, ser encerrado em 1765. Devido à suspensão das ordens religiosas em 1808 e a consequentemente a expulsão dos frades de Lucera, todo o material recolhido sobre o "Servo de Deus" só chegou a Roma em 1831 para ser examinado pela Comissão para as Causas dos Santos. O Papa Gregório XVI assinou no dia 4 de maio de 1832, o decreto que introduz a causa de beatificação. 
Mas os impedimentos não acabaram. Por causa das calúnias que o frade teve em vida, o "processo apostólico" foi ainda mais prolongado e só em 21 de junho de 1891 o Papa Leão XIII proclamou o heroísmo das virtudes ao proclamar o Pai Mestre como venerável. Começou então o procedimento de canonização. No dia 4 de junho de 1926 foi feito o primeiro reconhecimento dos restos mortais do Venerável Frei Antônio e em 1932 os frades franciscanos voltaram definitivamente a Lucera.
Nesses diferentes anos foram os milagres que os fiéis atribuíram a Fasani, várias curas prodigiosas de enfermos considerados incuráveis, duas das quais levaram à beatificação do Pai e Mestre pelo Papa Pio XII no chuvoso dia 15 de abril de 1951: o do trabalhador Francesco Tozzi que foi curado de uma doença maligna em 1944 e de uma criança Valetino Bocuzzi que foi ferido por um tiro nas nádegas. Por ocasião da beatificação, o corpo do Padre Mestre foi novamente exumado do antigo túmulo de mármore, para novo reconhecimento; os restos mortais, cobertos de cera, foram colocados numa urna de cristal e bronze, e transportados em procissão pelas ruas da cidade, para depois serem colocados sob o altar-mor da igreja de São Francisco, onde ainda se encontram preservados .
Em 1957, graças à colaboração dos frades conventuais de Lucera, nasceu a revista "O Pai Mestre" (Il Padre Maestro), dedicada à figura de Fasani. O jornal destaca os aspectos que podem estimular a espiritualidade dos fiéis e daqueles que têm uma devoção especial ao Frade santo.

### Canonização (1986)
Após a beatificação, os fiéis aguardaram o milagre que conduziria o Frei Francisco à santidade. Em 13 de junho de 1983, os frades do convento, a administração municipal e os cidadãos de Lucera inauguraram, no centro da Piazza San Francesco, um monumento ao Pai Mestre, composto por duas esculturas de bronze: a imagem do beato e o figura da Imaculada Conceição.

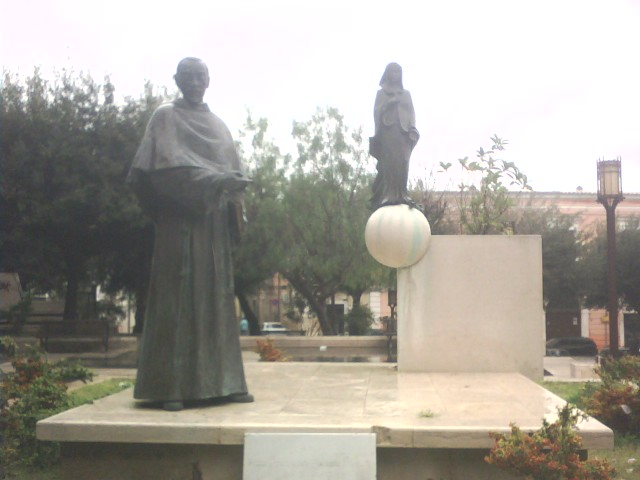
Estátua em homenagem a São Francisco Antônio Fasani em Lucera

Em 21 de março de 1985, o Papa João Paulo II finalmente reconheceu o milagre que abriu o caminho para a canonização do Bem-aventurado Francisco Antônio Fasani: Maria Stratagemma em Romano, sofria de "estenose retossigmóide crônica", o prognóstico era considerado ruim e a terapia ineficaz. A mulher tinha uma foto do Beato Fasani em sua casa, da qual era muito devotada. Nos dias mais críticos de sua enfermidade, a enferma tornou sua oração mais fervorosa e confiante. Uma noite, no início de fevereiro de 1961, ela "viu" o Pai Mestre aos pés da cama e estendeu a mão para ele em um ato de súplica. Adormecendo, ao acordar não sentiu dor e estava curada.
Foi canonizado em 13 de abril de 1986, devido à chuva, dentro da Basílica de São Pedro e, nessa ocasião, o Papa João Paulo II sublinhou " Pregador incansável, São Fasani nunca atenuou as exigências da mensagem do Evangelho em seu desejo de agradar aos homens" . 
No ano seguinte, em 25 de maio de 1987 , João Paulo II fez uma peregrinação à Puglia e parou em Lucera para venerar o corpo do Pai Mestre e prestar homenagem ao ícone de Santa Maria Patrona di Lucera , venerado na catedral. Além disso, no ano da sua canonização, a paróquia em sua homenagem foi fundada no papel pelo Bispo Carmelo Cassati. Em 21 de dezembro de 2002, a igreja de San Francesco Antonio Fasani foi inaugurada solenemente e aberta ao culto.
No ano 2000, o local de nascimento do Santo foi restaurado; a torre sineira erguida na década de 1950 foi desmontada e foi construída uma torre sineira de bronze, no centro da qual foi colocada uma estátua do santo, inaugurada a 5 de agosto. Em 2001, mais de 15 anos após a canonização, a antiga igreja de San Francesco foi declarada " Santuário Diocesano de San Francesco Antonio Fasani ", onde todos os anos milhares de devotos vão ao pé do altar para homenagear o Pai Mestre. Em 2008 o santuário foi declarado “Monumento Testemunha de uma Cultura de Paz” pela Unesco. 
No dia 16 de novembro de 2010, a cela onde San Francesco Antônio Fasani viveu 35 anos e deu seu último suspiro, voltou a fazer parte do convento de Lucera. A comunidade dos frades, de fato, obteve a área da Administração Penitenciária, que a manteve por 144 anos.  Em 29 de novembro de 2010, o " Ano Jubilar Fasaniano" foi inaugurado em Lucera , em memória do 25º aniversário da canonização de São Francisco Antônio Fasani, que terminou no dia 29 de novembro de 2011. Durante todo o ano foi possível receber a Indulgência Plenária no Santuário.
No dia 29 de novembro de 2012, o santuário de San Francesco Antonio Fasani foi elevado a basílica menor na presença do Cardeal Giuseppe Bertello . À noite, devido à chuva, a procissão foi interrompida na Piazza Duomo; a estátua e a relíquia do santo foram levadas para dentro da Basílica Catedral, onde permaneceram até a noite do domingo, 2 de dezembro de 2012, quando aconteceu a segunda parte da procissão, com a sugestiva passagem em frente ao local de nascimento do Pai Mestre e o retorno ao santuário. 

## Espiritualidade

### Mariologia

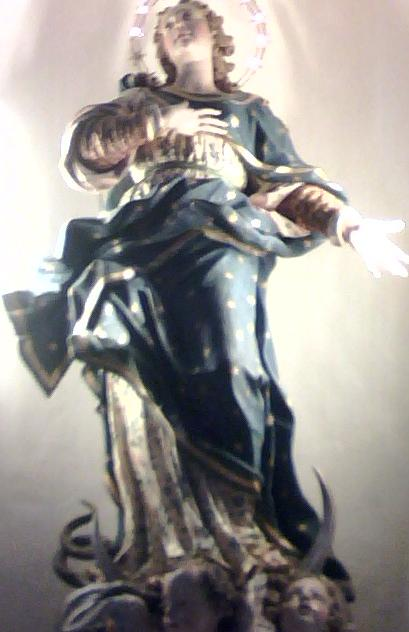
Imagem da Imaculada Conceição solicitada por São Francisco Antônio Fasani

Embora o dogma da Imaculada Conceição só foi proclamado no dia 8 de dezembro de 1854 pelo Papa Pio IX, o frei Francisco Fasani e era muito devoto da Imaculada Conceição e ele mesmo muitas vezes se definia como "o pregador da Imaculada Conceição".
Por ocasião da festa da Virgem ou em seus sermões, ele costumava distribuir amplamente, especialmente às crianças, pequenas imagens da Virgem Imaculada, nas costas das quais estava inscrita uma recomendação piedosa, uma breve oração ou um pensamento elevado. Os frutos espirituais desta prática muito simples foram numerosos. A Santa Virgem dignou-se a realizar curas milagrosas, que aconteciam quando os enfermos tocavam essas imagens. 
Ainda hoje a bela estátua da Imaculada Conceição, que em 1718 o santo trouxe de Nápoles, pintado por Giacomo Colombo é objeto de particular veneração na igreja de São Francisco. Diante desta escultura, o frade fazia uma pausa na oração e era repetidamente visto em êxtase ao contemplar a Santíssima Virgem. 
Ele também mandou pintar a imagem da Virgem Imaculada na porta de sua estreita cela, na qual em silêncio e contemplação fazia penitência, mortificando seu corpo. Dormia em um catre, vestia roupas rústicas e remendadas e a comida que comia era escassa e insuficiente.  Era comum utilizar ferros e alfinetes para açoitar suas costas.
Em homenagem a Nossa Senhora, ele compôs uma novena popular, muito comum na cidade de Lucera:  “... Entre as criaturas puras, tu és Maria a mais perfeita; tu a única bem-aventurada, entre as mulheres és chamada: Oh, Imaculada conceição. Louvada seja a todos, Imaculada Rainha dos Céus! ... ”
Durante sua vida, também escreveu pelo menos 3 poemas Mariais. Dois deles foram publicados pela editora italiana O Mensageiro de Santo António, como também há outros escritos desconhecidos.